# Peligrotherium tropicalis
Peligrotherium tropicalis — вид викопних ссавців ряду дріолестид (Dryolestida), що існував у ранньому палеоцені, (61,7—58,7 млн років тому). Викопні рештки ссавця знайдено у відкладеннях формації Саламанка на півдні Аргентини. Це був ссавець розміру з великого собаку, один з найбільших дріолестидів.